# Gare de La Ménitré
La gare de La Ménitré est une gare ferroviaire française de la ligne de Tours à Saint-Nazaire, située sur le territoire de la commune de La Ménitré, dans le département de Maine-et-Loire, en région Pays de la Loire.
Elle est mise en service en 1849 par la Compagnie du chemin de fer de Tours à Nantes. C'est une halte ferroviaire de la Société nationale des chemins de fer français (SNCF), desservie par des trains express régionaux TER Pays de la Loire.

## Situation ferroviaire
Établie à 23 mètres d'altitude, la gare de La Ménitré est située au point kilométrique (PK) 320,145 de la ligne de Tours à Saint-Nazaire, entre les gares des Rosiers-sur-Loire et de Saint-Mathurin.

## Histoire
| Estimation de la fréquentation de la gare selon la SNCF | Estimation de la fréquentation de la gare selon la SNCF | Estimation de la fréquentation de la gare selon la SNCF | Estimation de la fréquentation de la gare selon la SNCF | Estimation de la fréquentation de la gare selon la SNCF | Estimation de la fréquentation de la gare selon la SNCF |
| Année                                                   | 2015                                                    | 2016                                                    | 2017                                                    | 2018                                                    | 2019                                                    |
| ------------------------------------------------------- | ------------------------------------------------------- | ------------------------------------------------------- | ------------------------------------------------------- | ------------------------------------------------------- | ------------------------------------------------------- |
| Nombre de voyageurs                                     | 130 655                                                 | 135 524                                                 | 142 655                                                 | 133 806                                                 | 134 163                                                 |

## Service des voyageurs

### Accueil

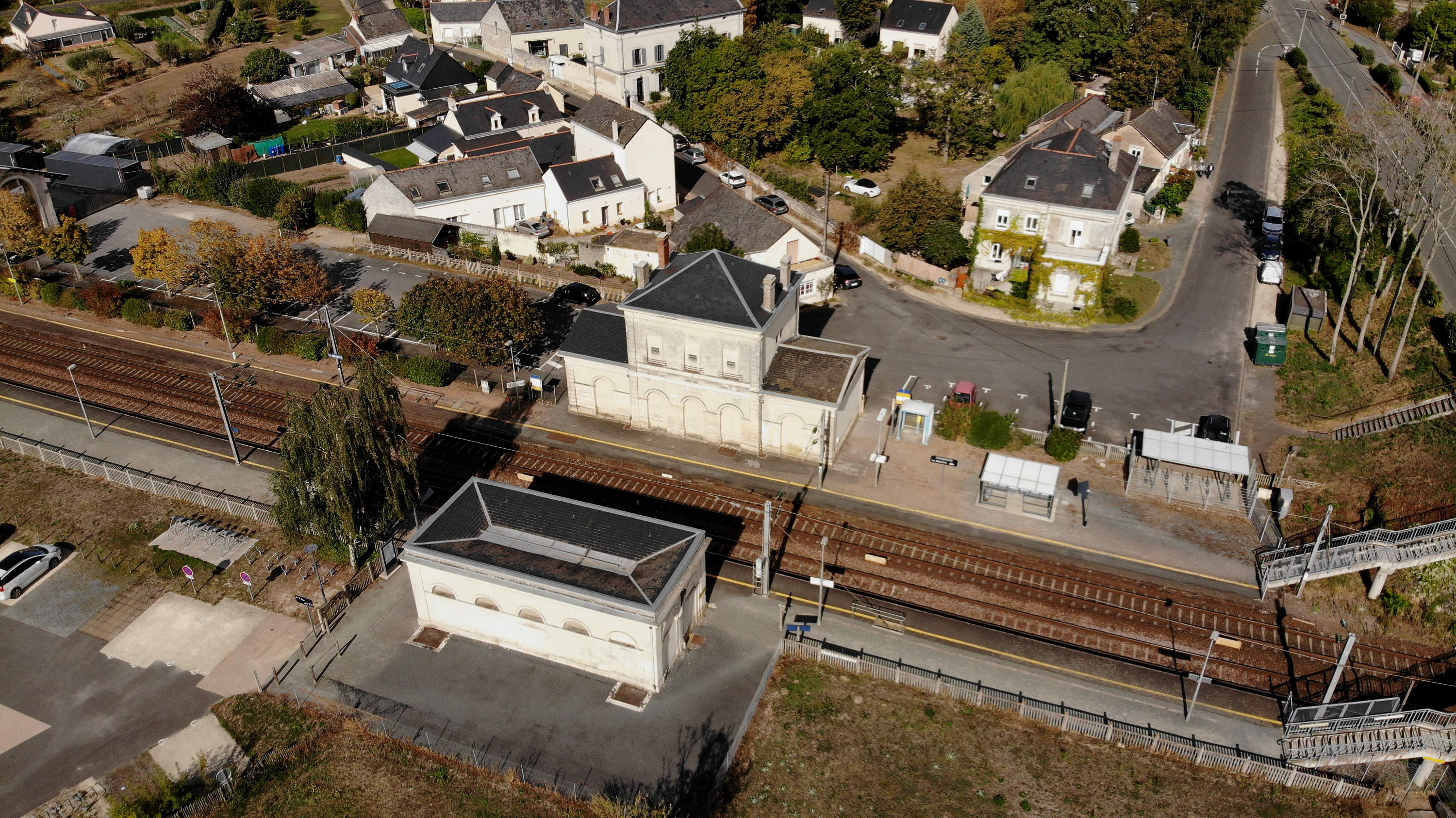
Vue aérienne de la gare.

Halte SNCF elle dispose d'un distributeur automatique de titres de transport TER. En 2015, la région des Pays de la Loire promet que l'abri de quai devrait être remplacé, avec l'aide du programme européen « Citizens rail » de développement des chemins de fer régionaux.

### Desserte
La Ménitré est desservie par des trains TER Pays de la Loire omnibus circulant entre Angers-Saint-Laud et Saumur. Certains de ces trains sont en provenance ou à destination de Tours ou Thouars au lieu de Saumur ; en provenance de Cholet ou à destination de Nantes au lieu d'Angers-Saint-Laud. Elle est aussi desservie par des trains TER semi-directs circulant entre Tours (ou Saumur) et Nantes (voire Le Croisic).

### Intermodalité
Un parc à vélo et un parking pour les véhicules sont aménagés.

## Patrimoine ferroviaire
Le bâtiment voyageurs d'origine, de style néoclassique, est identique à celui de la gare de Varennes-sur-Loire. L'abri de quai d'origine existe toujours.
Le bâtiment voyageurs est désormais fermé.

## Plan de voies
|            |            |            |            |            |  |  |  |  |  |  |  |  |  |  |  |  |  |                    |                    |                    |                    |                    |                    |                    |                    |
|            |            |            |            |            |  |  |  |  |  |  |  |  |  |  |  |  |  |                    |                    |                    |                    |                    |                    |                    |                    |
|            |            |            |            |            |  |  |  |  |  |  |  |  |  |  |  |  |  |                    |                    |                    |                    |                    |                    |                    |                    |
|            |            |            |            |            |  |  |  |  |  |  |  |  |  |  |  |  |  |                    |                    |                    |                    |                    |                    |                    |                    |
|            |            |            |            |            |  |  |  |  |  |  |  |  |  |  |  |  |  |                    |                    |                    |                    |                    |                    |                    |                    |
| Vers Tours | Vers Tours | Vers Tours | Vers Tours | Vers Tours |  |  |  |  |  |  |  |  |  |  |  |  |  | Vers Saint-Nazaire | Vers Saint-Nazaire | Vers Saint-Nazaire | Vers Saint-Nazaire | Vers Saint-Nazaire | Vers Saint-Nazaire | Vers Saint-Nazaire | Vers Saint-Nazaire |